# Kim Moon-hi
Kim Moon-hi (koreanisch 김문희; * 28. Juni 1988 in Kimje) ist eine südkoreanische Badmintonspielerin.

## Karriere
Kim Moon-hi gewann 2006 bei der Junioren-Weltmeisterschaft Bronze im Dameneinzel und Gold mit dem südkoreanischen Team. Bei der Weltmeisterschaft 2009 wurde sie 33., 2010 steigerte sie sich auf Platz neun. Bei den Korea Open 2010 belegte sie Platz drei, bei den Swiss Open, Indonesia Open und Singapur Open des gleichen Jahres jeweils Platz neun.

## Sportliche Erfolge
| Saison | Veranstaltung              | Disziplin   | Platz | Name        |
| ------ | -------------------------- | ----------- | ----- | ----------- |
| 2006   | Junioren-Weltmeisterschaft | Dameneinzel | 3     | Kim Moon-hi |
| 2006   | Junioren-Weltmeisterschaft | Team        | 1     | Südkorea    |
| 2009   | Weltmeisterschaft          | Dameneinzel | 33    | Kim Moon-hi |
| 2010   | Korea Open                 | Dameneinzel | 3     | Kim Moon-hi |
| 2010   | Swiss Open                 | Dameneinzel | 9     | Kim Moon-hi |
| 2010   | Singapur Open              | Dameneinzel | 9     | Kim Moon-hi |
| 2010   | Indonesia Open             | Dameneinzel | 9     | Kim Moon-hi |
| 2010   | Weltmeisterschaft          | Dameneinzel | 9     | Kim Moon-hi |